# Chondrohierax wilsonii
Chondrohierax wilsonii (лат.) — вид хищных птиц из ястребиных (Accipitridae). Подвидов не выделяют. Эндемик Кубы. Ранее в роде Chondrohierax признавался единственный вид Chondrohierax uncinatus с несколькими подвидами, в том числе подвидом C. u. wilsonii. Филогенетический анализ митохондриальной ДНК подтвердил видовой статус кубинского Chondrohierax wilsonii.

## Описание
Chondrohierax wilsonii немного меньше, чем длинноклювый коршун; общая длина варьирует от 38 до 43 см. Самки немного крупнее и тяжелее самцов. Наиболее заметным отличительными признаком представителей вида является острый изогнутый клюв. Хвост длинный, с тремя широкими, почти чёрными поперечными полосами и светлым кончиком. Первостепенные маховые перья с характерными белыми и тёмными полосами. Клюв желтовато-белый, у основания тёмно-голубоватый. Радужная оболочка голубовато-белая. Лапы бледно-оранжевые. Выражен половой диморфизм в окраске оперения. У самцов верхняя часть тела синевато-пепельного цвета, голова бледнее. Нижняя часть тела серовато-белая с несколькими беловато-серыми и коричневато-серыми прожилками. Самки сверху тёмно-коричневые с серовато-коричневой головой; нижняя часть рыжеватая с грубыми полосами. У молодых особей спина усеяна белыми крапинками.

## Распространение и охранный статус
Chondrohierax wilsonii является эндемиком Кубы. Обитает в галерейных лесах на высоте до 500 м над уровнем моря. Обычно встречается парами. Питается лёгочными улитками родов Zachrysia, Corida, Veronicella и Polymita.
До начала двадцатого века этот вид считался многочисленным в некоторых горных районах на востоке страны, но с середины того же века его очень редко наблюдали. В начале 2020 годов зафиксирован только в провинциях Гуантанамо и Ольгин в национальном парке имени Александра Гумбольдта. 
С начала 2000-х годов ареал и численность популяции сократились из-за вырубки лесов, интенсивного сбора человеком некоторых видов древесных улиток для питания и коллекционирования, потребления улиток одичавшими свиньями, а также преследования данного вида местными жителями из-за предполагаемых нападений на домашних кур (путают с кубинским ястребом Accipiter gundlachi). МСОП относит к категории «Виды на грани исчезновения».